# Świeligów (Gran Polonia)
Świeligów (pronunciación en polaco: /ɕfjɛˈliɡuf/) es un pueblo en el distrito administrativo de Gmina Ostrów Wielkopolski, dentro del Distrito de Ostrów Wielkopolski, Voivodato de Gran Polonia, en el centro-oeste de Polonia. Se encuentra aproximadamente 4 kilómetros al noreste de Ostrów Wielkopolski y 100 kilómetros al sudeste de la capital regional, Poznań.
El pueblo tiene una población de 1,000 habitantes.